# Echinoderes hispanicus
Echinoderes hispanicus är en djurart som tillhör fylumet pansarmaskar, och som beskrevs av Pardos, Higgins och Benito 1998. Echinoderes hispanicus ingår i släktet Echinoderes och familjen Echinoderidae. Inga underarter finns listade i Catalogue of Life.